# Сукельские водопады
Су́кельские водопа́ды (укр. Су́кі́льські водоспа́ди) — группа водопадов в Украинских Карпатах, в массиве Сколевские Бескиды. Расположены на ручьях Сукель-Плайский, Сукель-Набивковский и Бережки (правые притоки реки Сукель), в пределах и в окрестностях села Сукель Болеховского горсовета Ивано-Франковской области.
Первый водопад — Сукельский нижний — высотой 2,5 м. Расположен слева от центральной дороги, при въезде в село Сукель, перед церковью Святого Михаила.
Второй и третий водопады — Сукель-Плайский (8 м) и Сукель-Плайский верхний (4 м) — расположены на одноименном ручье на расстоянии 150—200 м друг от друга. На расстоянии около 500 м от них четвертый водопад — Сукельский верхний (3 м).
Пятый водопад — Сукель-Набивковский (5 м) — расположен на расстоянии примерно часа ходьбы от околицы села, в районе горы Набивки (1265 м).
Шестой водопад — Дикая Баба (4 м) — на северо-запад от сельского кладбища на расстоянии ок. 1 км, на ручье Бережки (400—500 м до ручья влево от кладбища, дальше оврагом к водопаду параллельно потоку против течения примерно 500—600 м).
Седьмой и восьмой водопады — Хащуватый (двухкаскадный, общая высота ок. 7 м) и Хащуватый верхний (1,5 м) — расположены на расстоянии 200 м друг от друга на хуторе Хащуватый.
Водопады особенно живописны после обильных дождей и во время таяния снега.

## Фото и видео

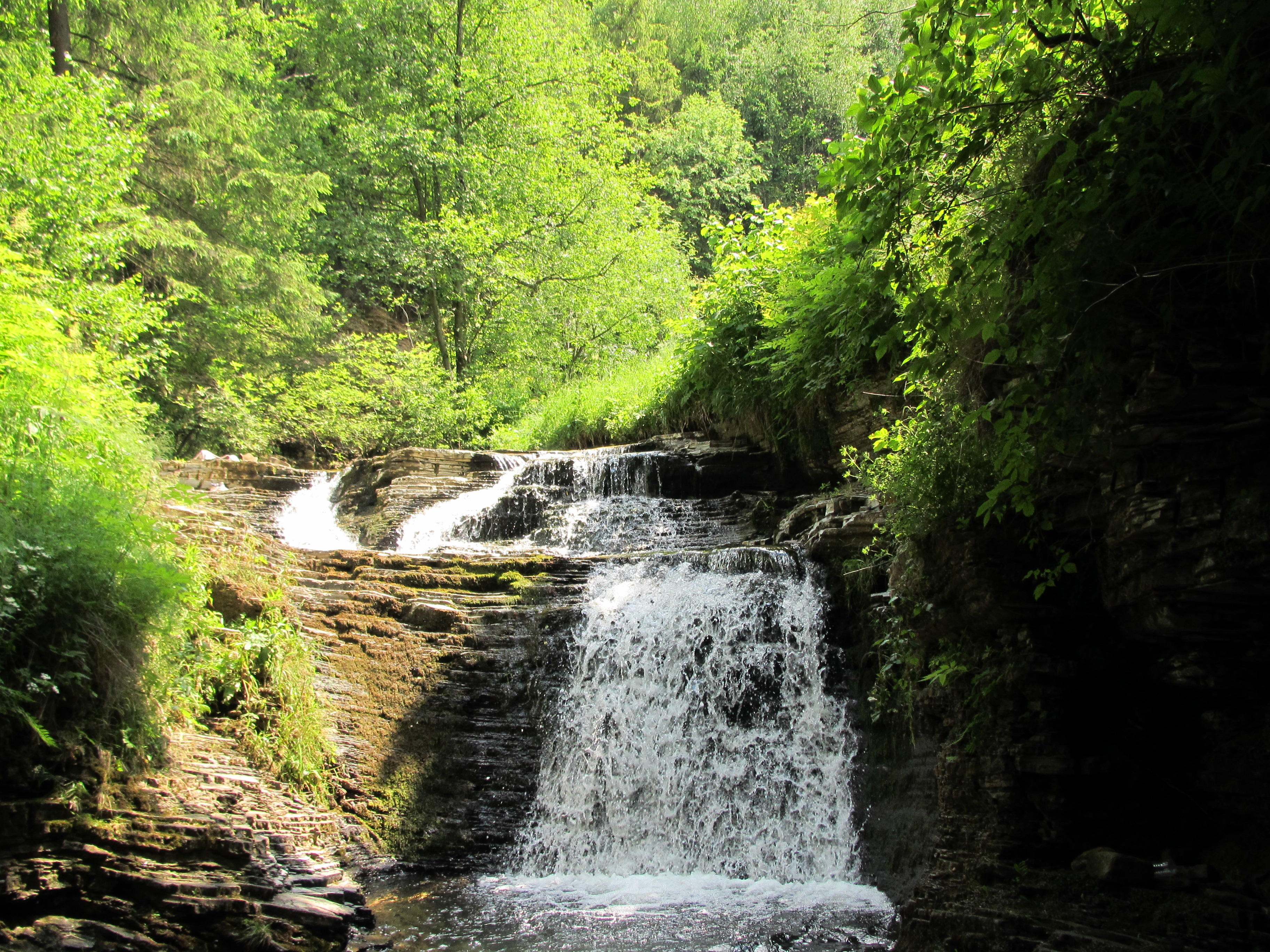
Водопад Сукельский верхний
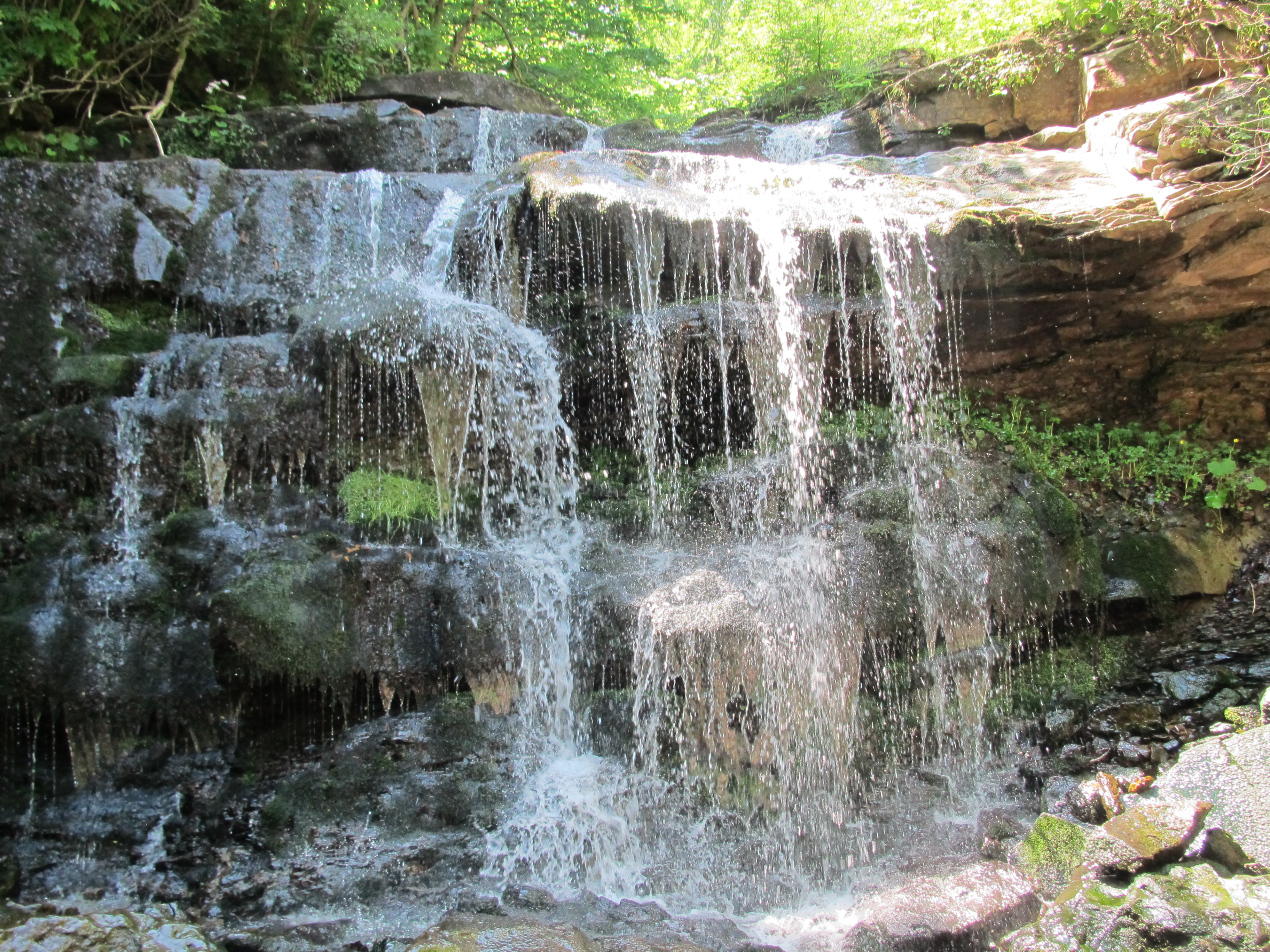
Сукель-Набивковский водопад
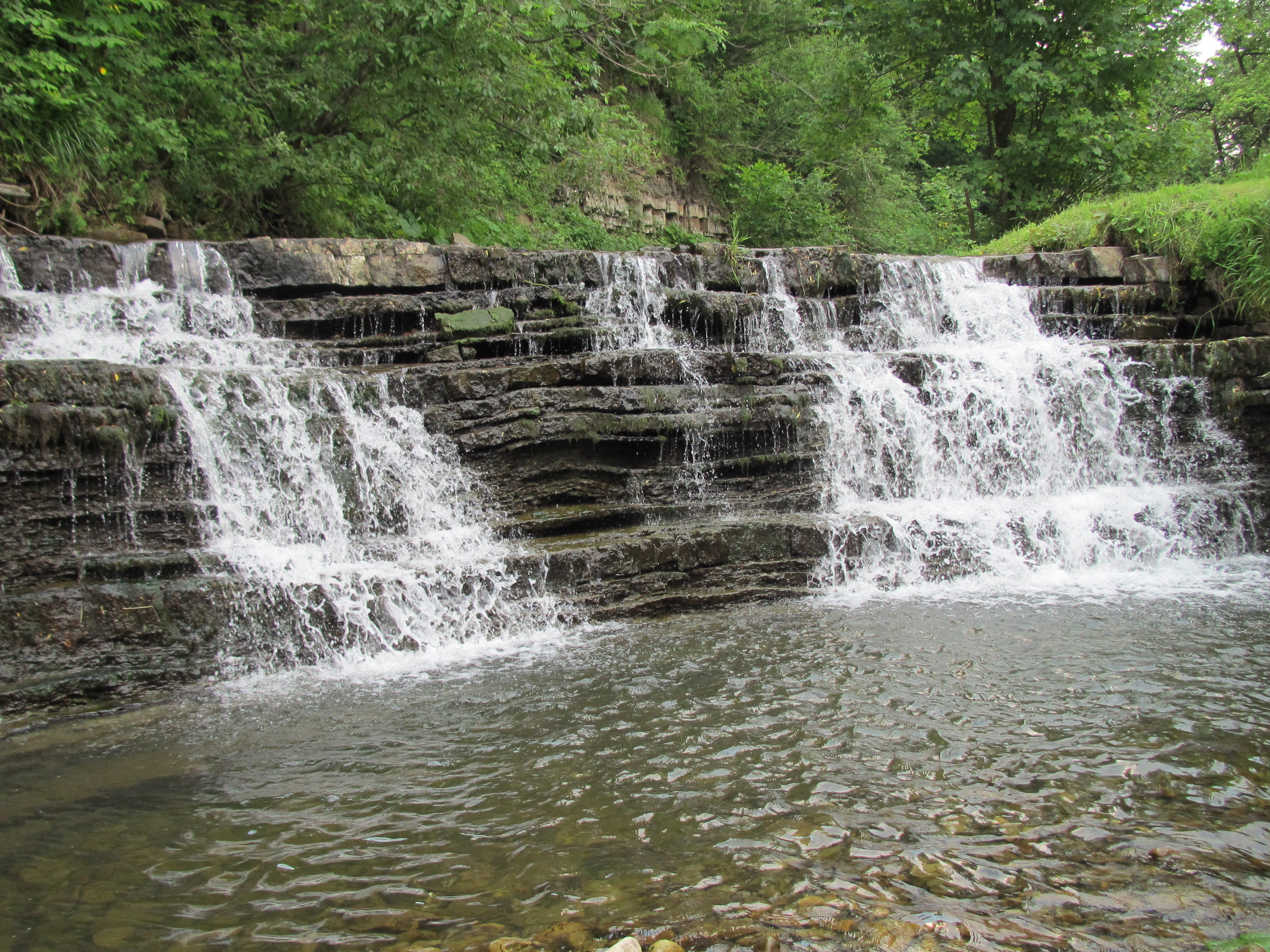
Водопад Сукельский нижний
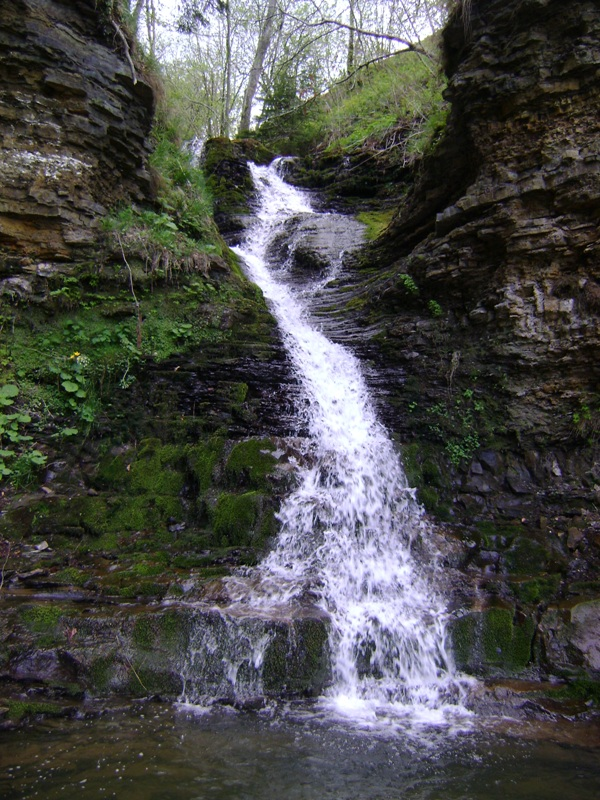
Сукель-Плайський водопад
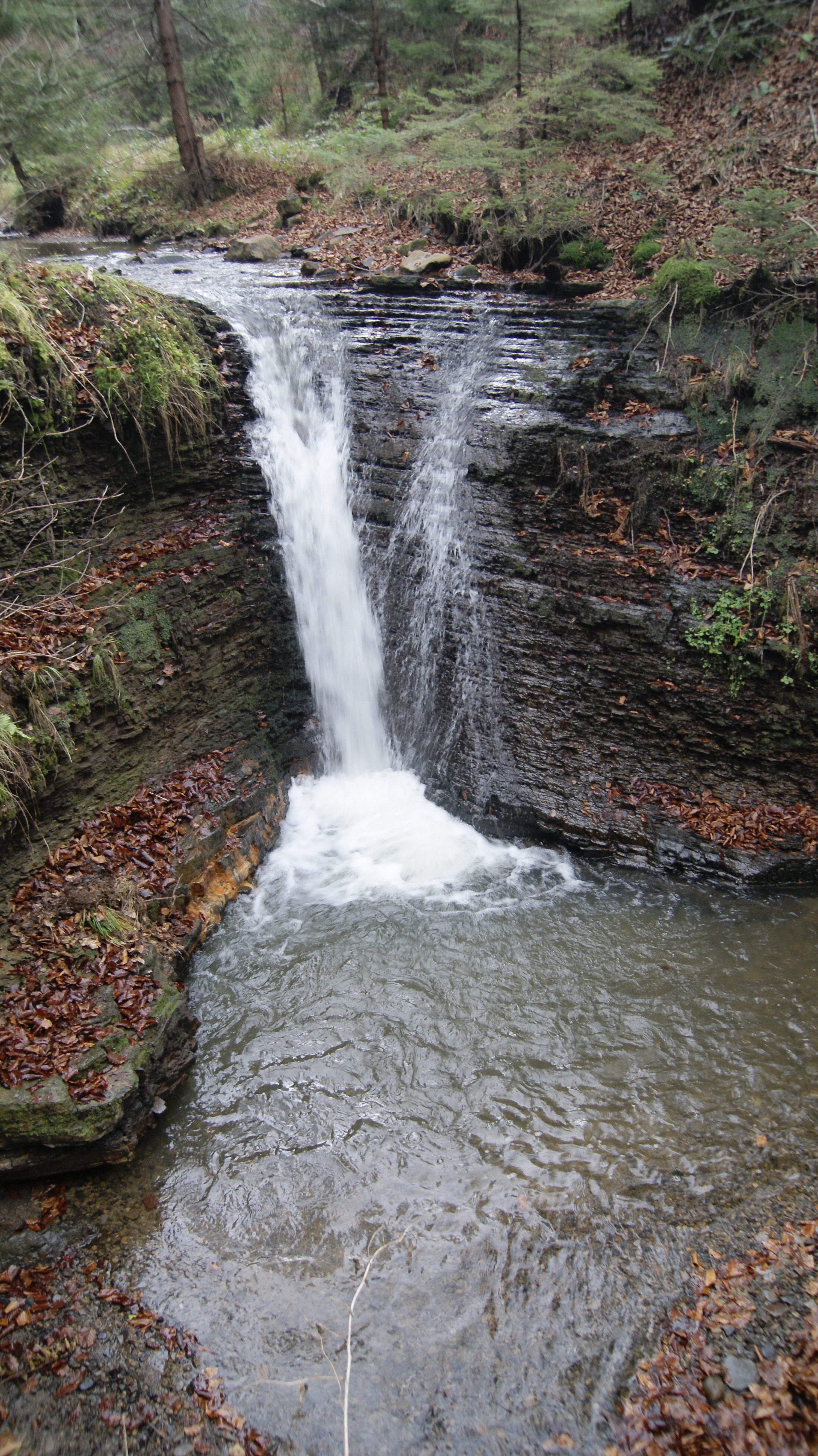
Водопад Сукель-Плайский верхний
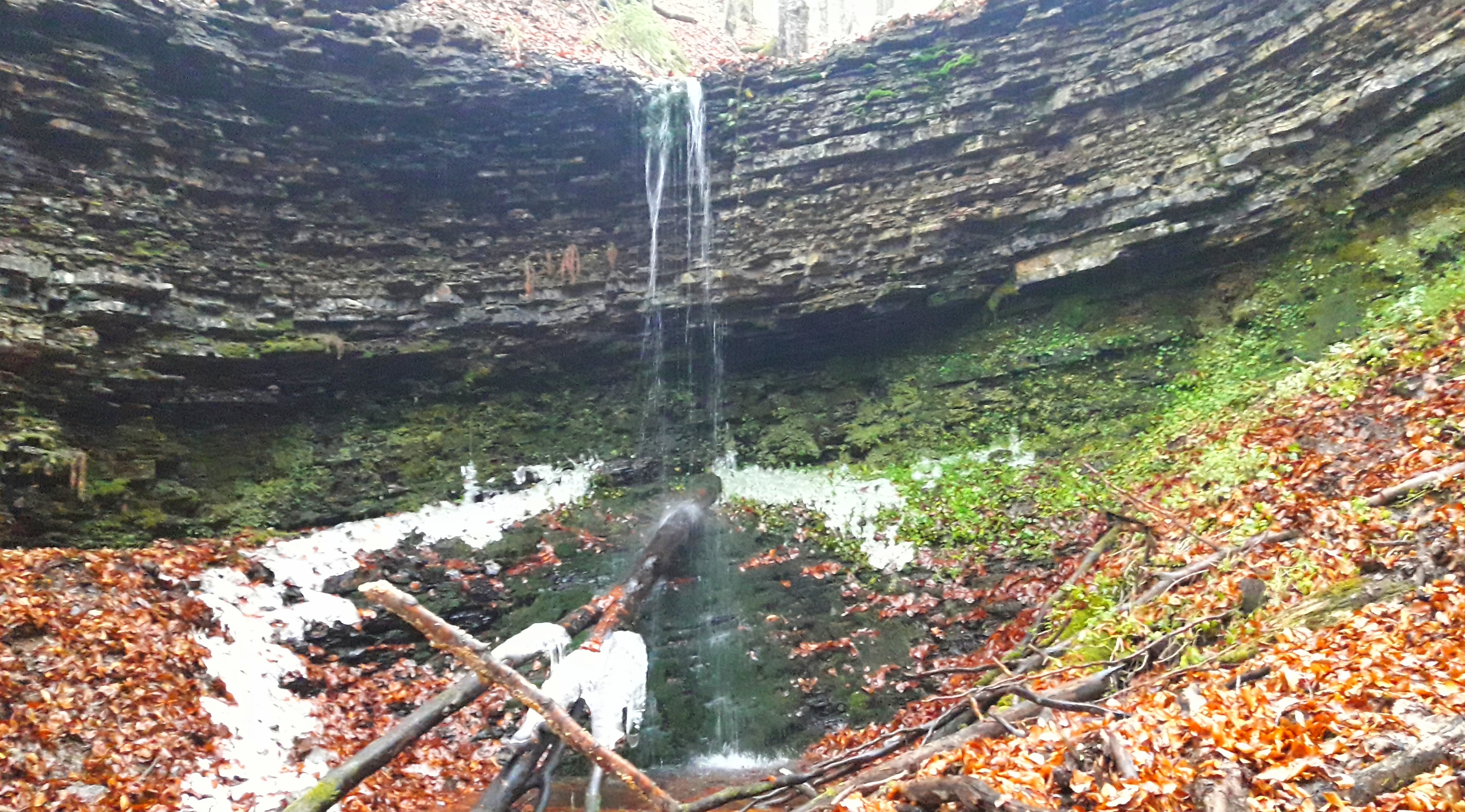
Водопад Дикая Баба
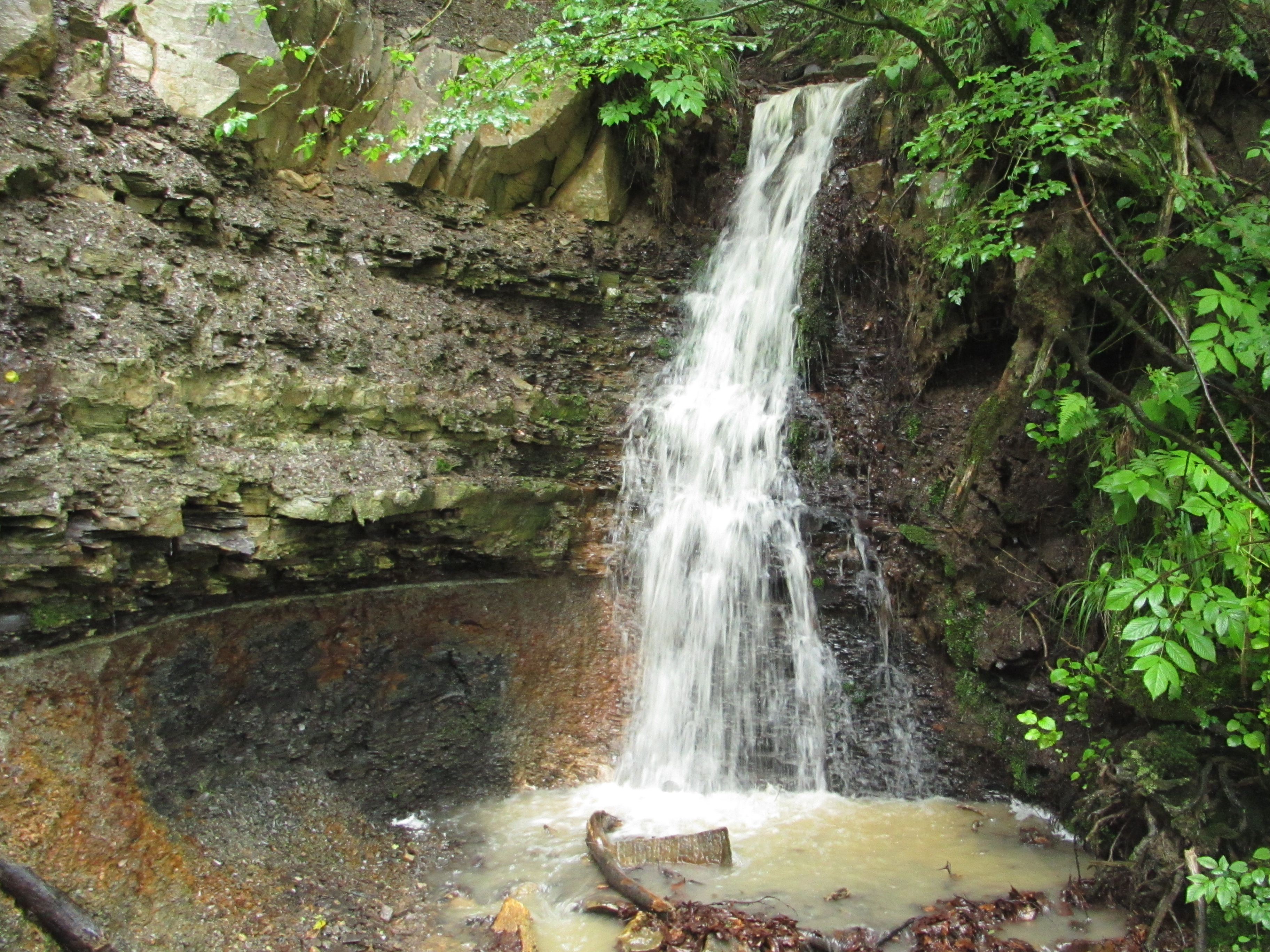
Верхний каскад водопада Хащуватый
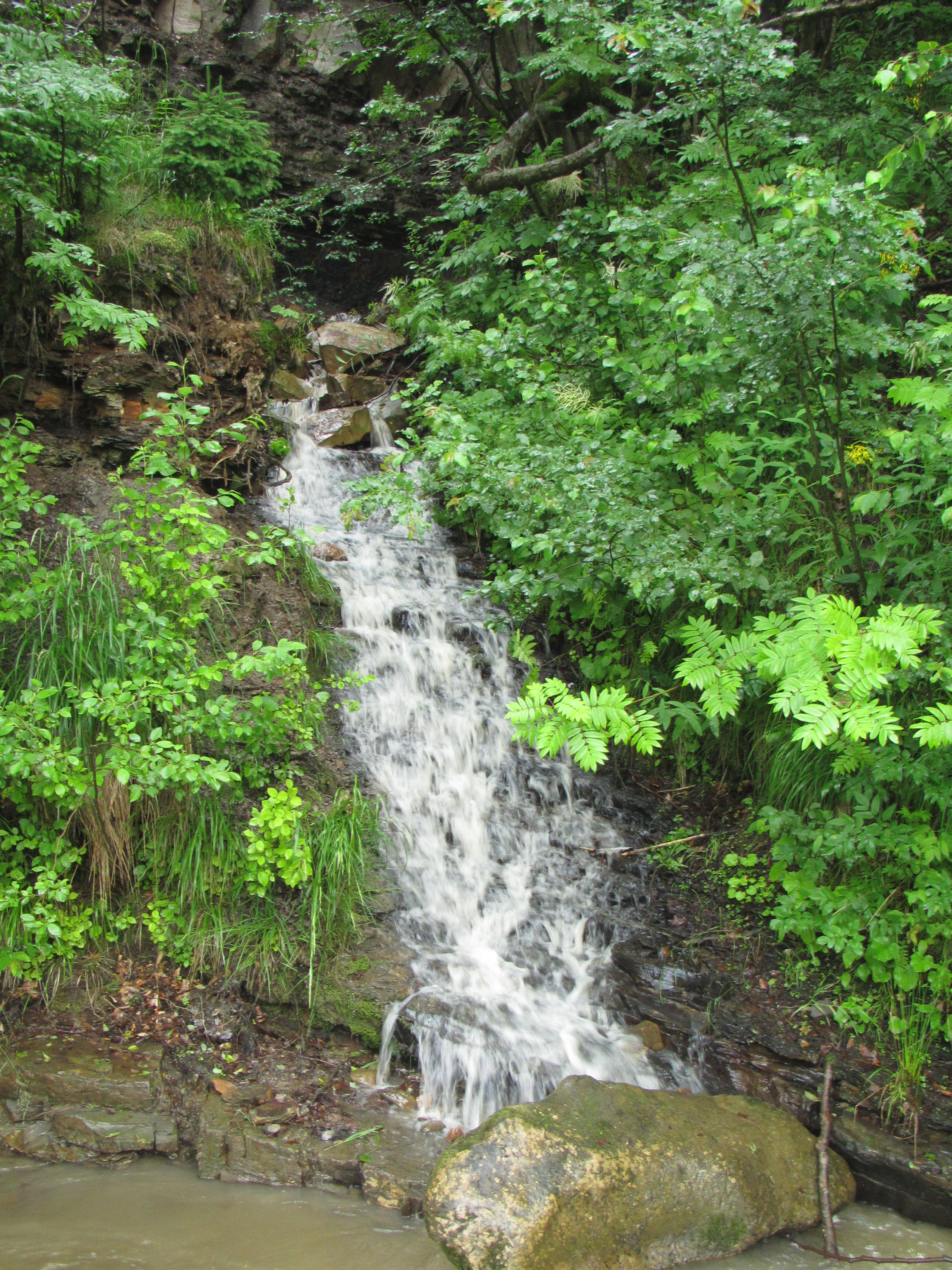
Нижний каскад водопада Хащуватый
- Водопад Хащуватый верхний